# Micronychia madagascariensis
Micronychia madagascariensis är en sumakväxtart som beskrevs av Oliver. Micronychia madagascariensis ingår i släktet Micronychia och familjen sumakväxter. Inga underarter finns listade i Catalogue of Life.